# Thanh Hoài (nghệ sĩ chèo)
Ngô Thị Quắm (sinh năm 1950), còn được biết tới với nghệ danh Thanh Hoài là nghệ sĩ chèo Việt Nam. Ngoài chèo, bà còn biểu diễn một số loại hình nghệ thuật dân gian khác như: Ca trù, hát văn, xẩm, quan họ, ngâm.

## Tiểu sử
Thanh Hoài tên khai sinh là Ngô Thị Quắm, sinh năm 1950 tạo Hưng Hà, Thái Bình trong một gia đình nông dân; bà mô côi cha từ khi bà còn chưa chào đời.

## Sự nghiệp
Năm 1965 bà thi vào Nhà hát Chèo Việt Nam, sau khi trúng tuyển khóa I của Nhà hát, bà theo khóa học dài 3 năm trường Sân Khấu Điện Ảnh. Có sẵn năng khiếu cùn với sự giành dạy của các giảng viên như Minh Lý, Dịu Hương, Bùi Trọng Đang, Lệ Hiền; Năm 1968, Thanh Hoài đã tốt nghiệp với số điểm cao nhất cho vai Suý Vân trong lớp trò "Suý Vân giả dại" của vở chèo cổ Kim Nham; lớp trò này cũng là trích đoạn bà diễn thành công nhất trong 5 đoạn của vở Kim Nham. Năm 1969, Thanh Hoài chính thích vào biên chế của Nhà hát Chèo Việt Nam, lớp của bà được phân công vào Đường 9 - Nam Lào biểu diễn phục vụ bộ đội.
Năm 1978, Giáo sư Trần Văn Khê trở về nước để thực hiện album "Hát chèo - Vietnamese traditional folk theatre" cho dự án "Bộ sưu tập âm nhạc truyền thống thế giới (The collection of traditional music of the world)" của UNESCO để lưu giữ tinh hoa âm nhạc toàn cầu. Tham gia album ấy là những nghệ sĩ chèo như Năm Ngũ, Minh Lý... Thanh Hoài, mới 29 tuổi, là người trẻ nhất được góp mặt vào album với bài "Thị nhíp" và "Vỡ nước" (hát cùng Hồng Vân).
Năm 1981, bà tham gia "Hội diễn tiếng hát chèo hay toàn quốc" tổ chức tại Thái Bình, với điệu ngâm "Kiều ở lầu Ngưng Bích" bà giành được Huy chương vàng. Năm 1985, bà giành Huy chương bạc trong "Hội diễn sân khấu chèo, tuồng toàn quốc" tổ chức tại Quy Nhơn, đây là một trường hợp nhận giải đặc biệt bởi bà đã thành công với vai trò "hát đế", phần hát giới thiệu tâm trạng nhân vật trước khi diễn viên ra sân khấu. Năm 1990, Thanh Hoài theo đoàn tham dự Hội diễn sân khấu chèo toàn quốc. Ban đầu, bà thuộc đội diễn 2, khi diễn viên nữ của đội 1 bị ốm trước ngày diễn, Thanh Hoài đã được chọn thay thế. Bà đóng vai Giáng Hương trong vở Từ Thức gập tiên và giành được Huy chương vàng.
Thanh Hoài cũng rất thành công với hát văn, Bùi Trọng Đang là người thầy đã hướng dẫn bà trong nghệ thuật hát văn. Năm 1994 với điệu hát văn "Thú Hương Sơn" Thanh Hoài đã góp phần giành giải đặc biệt cho đoàn Việt Nam tại Liên hoan dân ca quốc tế tổ chức tại Quảng Châu, Trung Quốc. Năm 1996, biên đạo múa người Pháp gốc Việt Ea Sola Thủy dựng vở Hạn hán và cơn mưa, vở diễn ra mắt tại Paris, Thanh Hoài được đảm nhiệm phần hát. Ngay trong những ngày đó, một người Pháp đã xin được thu âm một số bài hát chèo do Thanh Hoài, Đỗ Tùng và các nhạc công thế hiện. Đó là album "Vietnam - Théatre Populaire du Nord" do hãng Arion phát hành với 11 bài thì Thanh Hoài đơn ca sáu bài, Đỗ Tùng đơn ca một bài, còn lại là Thanh Hoài song ca cùng Đỗ Tùng hoặc Đặng Công Hưng.
Năm 2001, đạo diễn Việt Linh đã chọn Thanh Hoài trong số rất nhiều diễn viên chèo khác, để lồng giọng hát cho nhân vật ca nương Thị Tơ trong bộ phim Mê Thảo - thời vang bóng. Tiếp đến bộ phim Long thành cầm giả ca năm 2010, bà lại được mời lồng giọng hát cho nhân vật cô Cầm. Nghệ sĩ Phó An My, nhạc sĩ Quốc Trung, ca sĩ Thanh Lam cũng đã nhiều lần mời bà tham gia các dự án âm nhạc kết hợp nhạc truyền thống. Trong album "Đường xa vạn dặm" của nhạc sĩ Quốc Trung, nghệ sĩ Thanh Hoài cũng đảm nhận hầu hết phần hát chèo, xẩm, ca Huế. Bà từng được một hợp đồng lớn đảm nhiệm toàn bộ phần lời hát trong vở rối nước "Người thầy của những con rối" do đạo diễn Dominique Pitoiset - Giám đốc Nhà hát Quốc gia Bordeaux, Pháp - dàn dựng.
Năm 2006, Thanh Hoài nghỉ hưu.
Sau khi nghỉ hưu, bà vừa tham gia giảng dạy hát chèo tại Trường Đại học Sân khấu Điện ảnh Hà Nội, vừa nhận lời đi biểu diễn, dạy nghiệp vụ cho các đoàn văn công, biểu diễn tại Nhà hát Múa rối Thăng Long, Nhà hát Múa rối Việt Nam. Thu âm cho Chương trình phát thanh Dân ca và Nhạc cổ truyền của Đài Tiếng nói Việt Nam. Bà là thành viên của nhóm Đông Kinh cổ nhạc với các nghệ sĩ thuộc các loại hình nghệ thuật truyền thống như Xuân Hoạch, Minh Gái, Thúy Ngần, Thanh Bình.

## Đời tư
Chồng bà là nhạc công Vũ Hồng Quân, nguyên giám đốc Nhà hát chèo Việt Nam.

## Tác phẩm

### Phim ản
- 1994 - Cuốn sổ ghi đời vai Diễn viên chèo

### Sản phẩm nghệ thuật
- 1992 Băng cassette "NSƯT Thanh Hoài, một giọng hát chèo truyền thống" là album cá nhân đầu tiên của Thanh Hoài[3]
- 2003 - CD: Cảm Thu[10]
- 2004 - CD: Lới Lơ[11]

### Vai diễn / tiết mục nổi bật
- Trích đoạn (lớp trò) "Súy Vân giả dại" trong vở Kim Nham
- Nghinh Hương trong Lưu Bình - Dương Lễ

## Giải thưởng
- 1992 - danh hiệu Nghệ sĩ ưu tú
- 2007 - danh hiệu Nghệ sĩ nhân dân

| Năm  | Sự kiện                                                     | Tiết mục / Vai diễn                         | Giải thưởng                      | Chú thích |
| ---- | ----------------------------------------------------------- | ------------------------------------------- | -------------------------------- | --------- |
| 1981 | Hội diễn tiếng hát chèo hay toàn quốc                       | Kiều ở lầu Ngưng Bích / Mở đầu (hát đế)     | Huy chương vàng                  | [ 1 ]     |
| 1985 | Hội diễn sân khấu chèo, tuồng toàn quốc                     | Kiều ở lầu Ngưng Bích / Mở đầu (hát đế)     | Huy chương bạc                   | [ 1 ]     |
| 1990 | Hội diễn sân khấu chèo toàn quốc                            | Từ Thức gặp tiên / Giáng Hương              | Huy chương vàng                  | [ 1 ]     |
| 1992 | Liên hoan tiếng hát chèo, tuồng hay toàn quốc               | Lưu Bình - Dương Lễ / điệu hát "Kể bốn mùa" | Huy chương vàng                  | [ 1 ]     |
| 1992 | Hội thi ca nhạc dân tộc toàn quốc                           | Xẩm huê tình                                | Huy chương vàng                  | [ 1 ]     |
| 1994 | Hội diễn sân khấu chèo toàn quốc                            | Chúa Chổm / Bà chúa Liễu                    | Huy chương bạc                   | [ 1 ]     |
| 1994 | Liên hoan Dân ca quốc tế tổ chức tại Quảng Châu, Trung Quốc | Thú Hương Sơn (hát văn)                     | Giải đặc biệt cùng đoàn Việt Nam |           |